# District de Karakia
Le  district de Karakia (en kazakh : Қарақия ауданы) est un district de l'oblys de Manguistaou au sud-ouest du Kazakhstan.

## Géographie
Son centre administratif est la ville de Kuryk.

## Démographie
Le recensement de 2009 montre une population de 29 579 habitants, en progression par rapport à celle de 1999 (23 437 habitants).